# Adaś Miauczyński
Adam Miauczyński (także Michał Miauczyński, Michał) – bohater oryginalnego cyklu autorskiego Marka Koterskiego (na który składają się filmy i utwory sceniczne), sfrustrowany i przegrany polski inteligent, określany przez krytykę „żywą emanacją ciemnej strony i podświadomości przeciętnego Polaka”.
Adam Miauczyński pojawił się kolejno w filmach Dom wariatów, Życie wewnętrzne (tutaj pod imieniem Michał), Porno (tutaj pod imieniem Michał), Nic śmiesznego, Ajlawju, Dzień świra, Wszyscy jesteśmy Chrystusami, Baby są jakieś inne i 7 uczuć. Najczęściej, bo trzykrotnie, w postać Miauczyńskiego wcielał się Marek Kondrat.

## Postać

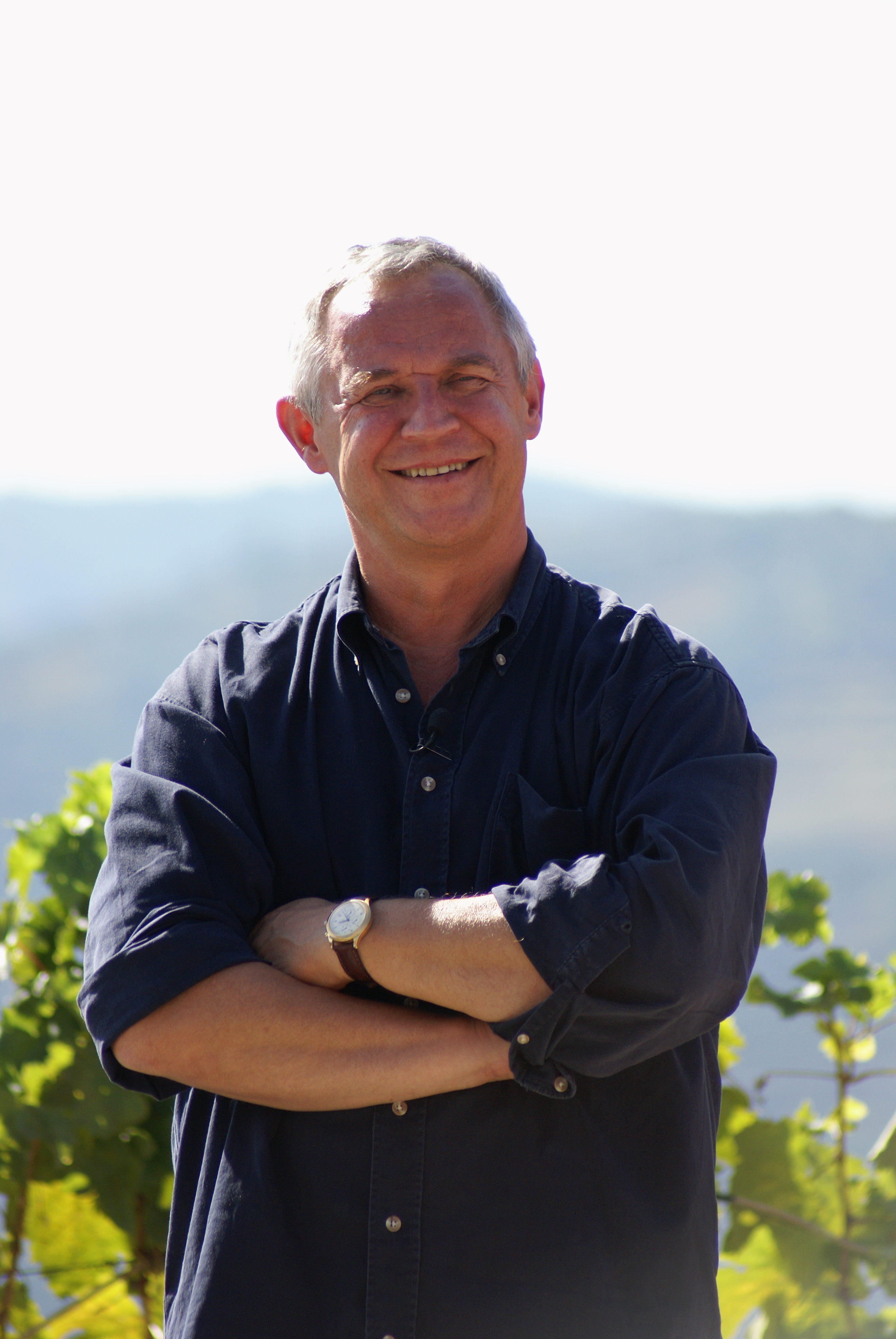
Marek Kondrat

Adam Miauczyński ma wykształcenie wyższe, zwykle humanistyczne (polonista, kulturoznawca, reżyser filmowy). Jest wulgarnym, neurotycznym i sfrustrowanym inteligentem. Mieszka sam albo z byłą żoną, czasami także z dziećmi (synem Sylwusiem, czasami także z córką).
Specyficzny jest język Miauczyńskiego, charakteryzujący się powtórzeniami, rozbitym szykiem oraz poprawianiem samego siebie.

## Wcielenia w filmie i teatrze

### Dom wariatów
Pierwszym filmem Koterskiego, w którym pojawia się Adam jest Dom wariatów z 1984 roku. 33-letni Miauczyński po dłuższej nieobecności decyduje się odwiedzić rodziców. Przychodzi mu uczestniczyć w koszmarze familijnej codzienności, która już dawno zatarła granice między serdecznością a nienawiścią.
W filmową postać Adama Miauczyńskiego wcielił się Marek Kondrat, otrzymując za tę rolę pochlebne recenzje. Jak pisał w „Filmie” Krzysztof Demidowicz jako wszechstronny aktor teatralny nie miał problemów, by odnaleźć się w konwencji wymagającej równocześnie fantazji i żelaznej dyscypliny”.
Dom wariatów był wystawiany również w teatrze – w marcu 1998 roku miała miejsce jego premiera w warszawskim Ateneum. W przedstawieniu Adama zagrał Bartosz Opania.

### Życie wewnętrzne

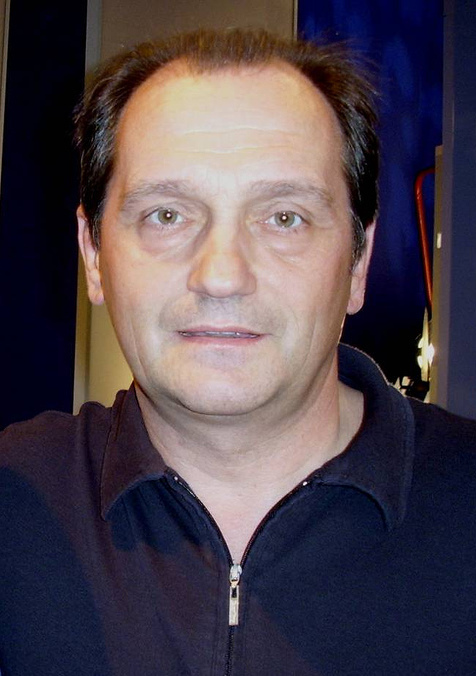
Wojciech Wysocki

Główny bohater i narrator w książkowej wersji Życia wewnętrznego identyfikuje się jako „Ja”. Dopiero przy okazji legitymowania bohatera przez milicję zostały ujawnione jego personalia (Michał Miauczyński).
W filmie wcielił się w tę postać Wojciech Wysocki. Bohater mieszka w wieżowcu Śródmiejskiej Dzielnicy Mieszkaniowej w Łodzi.
14 maja 1987  roku miała miejsce premiera Życia wewnętrznego w warszawskim Teatrze Współczesnym. Rolę Miauczyńskiego (Męża) zagrał Krzysztof Kowalewski. Przedstawienie okazało się sukcesem (grano je niemal 200 razy), a Krzysztof Kowalewski otrzymał za tę rolę Nagrodę Prezydenta m.st. Warszawy.

### Porno
Bohater książki i filmu Porno na imię ma Michał. Zazwyczaj jednak i tę postać wpisuje się w cykl kolejnych wydań Adasia Miauczyńskiego.
W filmie rolę Michała zagrał Zbigniew Rola.

### Nic śmiesznego

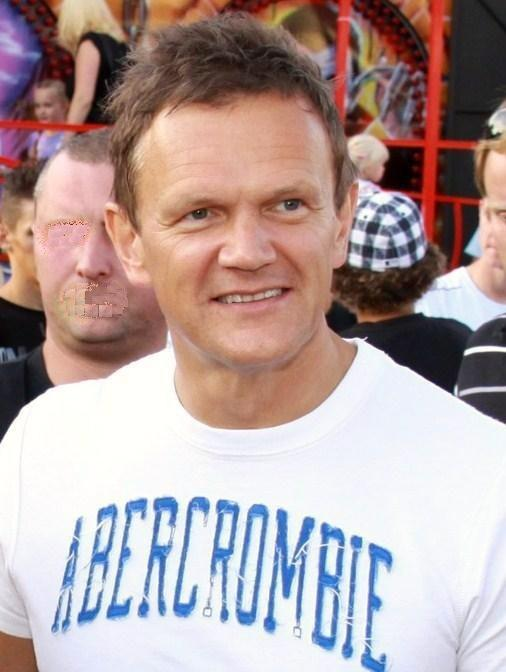
Cezary Pazura

W Nic śmiesznego Miauczyński jest nieżyjącym reżyserem filmowym, który z pozycji nieboszczyka w prosektorium wspomina swoje czterdziestoletnie życie.
Jest mieszkańcem Łodzi, gdzie zamieszkuje od 20 lat. Urodził się jako młodszy syn swoich rodziców. Matka chciała, aby był dziewczynką, dlatego w dzieciństwie ubierała go w sukienki. Ukończył dwa fakultety, w tym reżyserię filmową. Nie zrobił kariery: zawsze był drugim reżyserem, dodatkowo wyrzucono go z pracy przy czterech filmach. Gdy w końcu zabiera się za realizację własnego projektu, komisja kolaudacyjna wycina z filmu najważniejsze sceny.
Niepowodzenia towarzyszyły mu również w życiu prywatnym. Nienawidził swojego mieszkania, w którym mieszkał z żoną mimo rozwodu. Bezskutecznie szukał kobiety swojego życia – żadna ze spotkanych nie okazała się tą jedyną, w dodatku każdą z nich zdążył „zaliczyć” Maciej, kolega Adama z pracy.
Ostatecznie wracający do domu pod wpływem alkoholu Adam, został obezwładniony i związany przez żonę i córkę. Zamierzony pierwotnie atak tasakiem był w rzeczywistości pozorowany, zaś ostre narzędzie zastąpił kalosz. Mimo to Adam nie przeżył – umarł na zawał.
W filmie Nic śmiesznego rolę Adama grał Cezary Pazura.
Krytyka porównywała Miauczyńskiego z Nic śmiesznego do Jana Piszczyka z Zezowatego szczęścia Andrzeja Munka.

### Ajlawju
W Ajlawju Adam Miauczyński to krytyk literacki, a zarazem niespełniony poeta. Rozwiedziony, mieszka w Łodzi wspólnie z byłą żoną i synem. Na weselu u jednego ze znajomych spotyka Gosię, niewidzianą od 10 lat znajomą ze studiów, i decyduje się z nią związać.
Introwertyka Adama z Ajlawju zagrał Cezary Pazura, a porównywano go do postaci granych przez Woody’ego Allena.

### Dzień świra
W filmie Dzień świra Adam jest 49-letnim nauczycielem języka polskiego. Posiada własne mieszkanie. Cierpi na nerwicę natręctw, jest m.in. numeromanem. Liczne zdarzenia (m.in. hałasujący robotnicy o godzinie 7. rano, sąsiad słuchający za głośno koncertu Chopina, kłócący się posłowie w Sejmie, gra na akordeonie oraz załatwiający się pod jego oknem pies) potęgują w nim uczucie frustracji. Rozwiedziony, ma syna Sylwestra (Sylwunia), w którego rolę wcielił się Michał Koterski, o którego los się zamartwia.
Miauczyński, marzący o swojej dawnej miłości Eli, dochodzi do wniosku, że w swoim życiu nie ma dla niej miejsca. Adam z Dnia świra, w opinii grającego go w filmie Marka Kondrata, to przede wszystkim człowiek samotny.
W filmie w Adama wcielił się Marek Kondrat, a w wersji teatralnej, mającej swoją prapremierę w 2006 roku w Teatrze Miejskim im. Witolda Gombrowicza w Gdyni – Bogdan Smagacki.

### Wszyscy jesteśmy Chrystusami

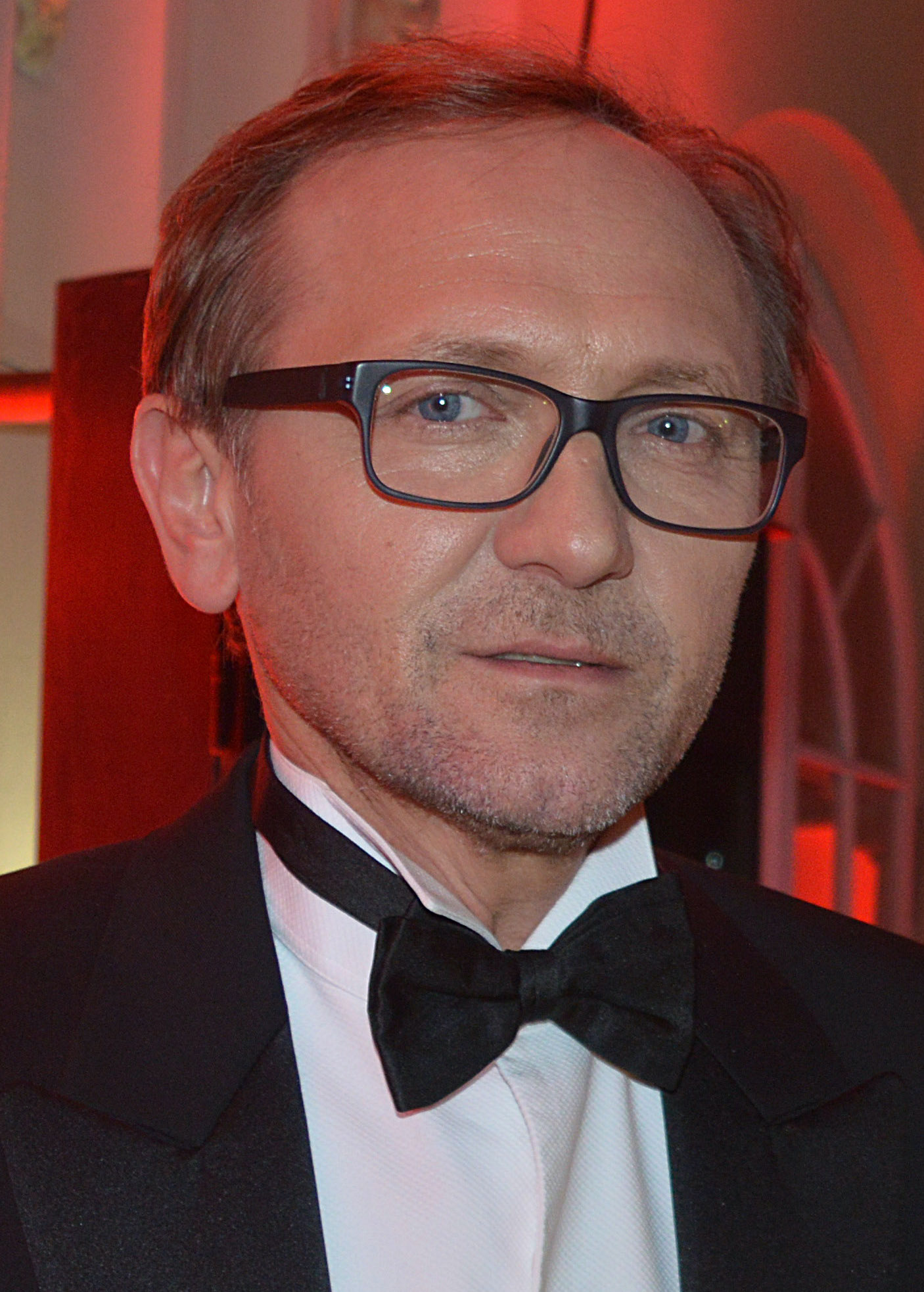
Andrzej Chyra

We Wszyscy jesteśmy Chrystusami Adam jest pracownikiem naukowym Uniwersytetu Łódzkiego cierpiącym na alkoholizm, z którego pomaga mu wyjść syn – Sylwek.
W rolę Adama wcielili się dwaj aktorzy – Marek Kondrat i Andrzej Chyra.

### Baby są jakieś inne
Produkcja z postacią Adama Miauczyńskiego z 2011 roku jest anonsowana jako „polska odpowiedź na komedię Mike’a Nicholsa Porozmawiajmy o kobietach, jako że stanowi odniesienia do damsko-męskich stereotypów. W tym filmie postać Adama  Miauczyńskiego zagrał Adam Woronowicz.

### 7 uczuć
Adam Miauczyński wraca do czasów swojego dzieciństwa i wszystkich problemów jakie miał w tym okresie. Adama w tym filmie zagrał Michał Koterski.

## Odtwórcy postaci Miauczyńskiego

### W filmie

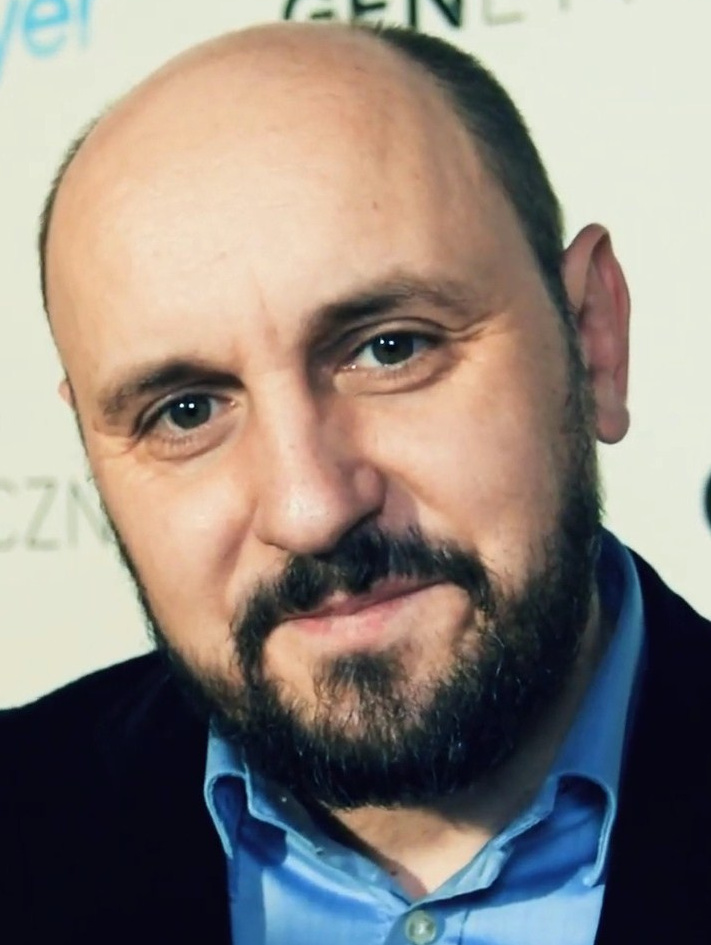
Adam Woronowicz

- Marek Kondrat (Dom wariatów 1984, Dzień świra 2002, Wszyscy jesteśmy Chrystusami 2006)
- Rafał Zwierz (Dom wariatów 1984 – czas dzieciństwa)
- Wojciech Wysocki (Życie wewnętrzne 1986)
- Zbigniew Rola (Porno 1990)
- Cezary Pazura (Nic śmiesznego 1995, Ajlawju 1999)
- Franciszek Barciś (Nic śmiesznego 1995 – czas dzieciństwa)
- Andrzej Chyra (Wszyscy jesteśmy Chrystusami 2006)
- Kazimierz Łysiak (Wszyscy jesteśmy Chrystusami 2006 – czas dzieciństwa)
- Adam Woronowicz (Baby są jakieś inne 2011)
- Michał Koterski (7 uczuć 2018)

### W teatrze
- Krzysztof Kowalewski (Życie wewnętrzne, Teatr Współczesny w Warszawie, 1987)
- Bartosz Opania (Dom wariatów, Teatr Ateneum, 1998)
- Bogdan Smagacki (Dzień świra, Teatr im. W. Gombrowicza w Gdyni, 2006)

## Miauczyński w innych utworach
Szereg cech wspólnych z Adamem Miauczyńskim wykazuje także nienazwany bohater utworu scenicznego Marka Koterskiego zatytułowanego Nienawidzę (1991). Fragmenty, tego – jak określa sam autor – tekstu-matki wykorzystał w scenariuszach Nic śmiesznego, Ajlawju i Dniu świra. Bohater Nienawidzę jest rozwiedzionym polonistą (uczy w szkole podstawowej), mieszkającym w bloku. Źródłem jego frustracji są praca, urzędy oraz fakt, że nie spełnił nadziei pokładanych w nim przez rodzinę (nie licząc niebycia komunistą).

## Nawiązania
Wskazuje się na podobieństwa między Miauczyńskim a Tomaszem Płachtą, trzydziestoletnim bohaterem książki Daniela Koziarskiego zatytułowanej Kłopoty to moja specjalność, czyli kroniki socjopaty.